# وقاحة
وَقَاحَةٌ مصدرها وَقُحَ أي بمعنى قل حياؤه واجترأ على فعل القبائح ولم يعبأ بها وهي عدم إظهار الاحترام و الامتثال للمعايير الإجتماعية أو احترام النفس واحترام الآخرين وحسن التعامل معهم في مجموعة أو ثقافة. هذه المعايير وضعت الحدود شخصية الأساسية للتصرف الاعتيادي المقبول.
أنواع الوقاحة تتضمن التصرفات الطائشة، أو عدم اظهار مشاعر، أسلوب جارح متعمد، غير مؤدب، أسلوب فاحش ، ألفاظ نابية و انتهاك المحظورات كالانحراف اجتماعي. في بعض الأحيان تصل الوقاحة أبعد من ذلك لتكون جريمة على سبيل المثال خطاب كراهية.

## انظر ايضاً
- شخصنة
- ابتزاز
- تمييز
- إهانة
- تعسف
- بلطجة
- ابتزاز